# Straf
Een straf is een sanctie waarbij men gestrafte opzettelijk een onaangename ervaring krijgt opgelegd door een persoon of instantie die daartoe de macht en bevoegdheid heeft.

## Doelen
- Genoegdoening of vergelding van het ongewenste gedrag (wraak) wordt meestal gezien als het hoofddoel van de straf.[bron?] Door het ongewenst gedrag worden het slachtoffer en de samenleving benadeeld, en via de straf wordt vergelding hiervoor aan de dader opgelegd. Hiermee wordt tevens het rechtvaardigheidsgevoel van zowel slachtoffer als samenleving bevredigd. Bovendien wordt, door de overheid het monopolie op vergelding toe te delen, eigenrichting tegengegaan.
- Verder heeft een straf een demotiverende functie, de specifieke en generale preventieve werking. Misdaad mag immers niet lonen. De gestrafte dader zal in de toekomst eerder het grensoverschrijdende gedrag nalaten om niet nogmaals een straf opgelegd te krijgen. Bovendien zullen andere potentiële daders zich bedenken als ze zien dat de overheid niet aarzelt om het gedrag te bestraffen. Om effectief te zijn, dient de strafmaat in verhouding te staan met de ernst van de overtreding of het ongewenste gedrag. Een te lichte of juist te zware straf zal meestal onvoldoende motiveren en door verlies van respect voor – en vertrouwen in – de bestraffende instantie, juist een contraproductief effect veroorzaken. Het effect van straffen is gebaseerd op het lerend vermogen van de mens. Mensen zijn ook in staat kennis of wijsheid te halen uit ervaringen van medemensen. Het bestaan van de mogelijkheid tot straffen kan dus wel een afradend effect genereren, maar is in se geen onderdeel van het doel van de straf, omdat dit dan beschouwd zou kunnen worden als dat men iemand straft voor iets wat een ander nog niet heeft gedaan. Daar de strafmaat enkel mag gebaseerd zijn op de ernst van de begane daden, zal elke verzwaring in voornoemde richting moeten beschouwd worden als een vorm van terreur die geen onderdeel kan zijn van rechtvaardigheid en gerechtigheid. Gevangenisstraffen van meer dan 5 jaar blijken geen groter heropvoedingseffect meer te hebben.[bron?]
- Naast het bestraffen heeft een maatschappij vaak ook de plicht en de macht zichzelf en haar leden te beschermen. Leden die door hun daden of uit diagnose onvoldoende garanties kunnen bieden om nog in vrijheid op een betrouwbare wijze deel te nemen aan het maatschappelijk gebeuren, kunnen preventief uit de maatschappij worden verwijderd. Deze verwijdering kan tijdelijk zijn in het kader van een herstellende behandeling of definitief als genezing of herstel niet meer te verwachten valt. Ook kunnen andere maatregelen opgelegd worden ter voorkoming van recidive, zoals een contact- of gebiedsverbod, verbeurdverklaring, onttrekking aan het verkeer. Deze acties mogen echter niet zonder meer als "straf" worden beschouwd.

Straffen moeten ook onderscheiden worden van schadevergoedingen, die de dader wel als een straf treffen, maar als hoofddoel hebben het leed van het slachtoffer ongedaan te maken of te compenseren. Straf is daarentegen een additionele leedtoevoeging aan de dader, en dient niet ter compensatie van het slachtoffer.

## Strafrecht
In juridische termen is een straf een maatregel of behandeling, opgelegd door een overheid (inz. een rechtscollege) ter vergelding van een strafbaar feit. Ook buiten het strafrecht komen vergeldingsmaatregelen of straffen voor.
Binnen de psychologie en meer bepaald de gedragsanalyse heeft straf een andere betekenis. Straf is daar elke consequentie die de kans op een bepaald gedrag doet verminderen. Deze twee definities lijken overeen te komen, maar dat is niet steeds zo. Een straf die vanuit juridisch oogpunt ter vergelding wordt gegeven, kan in sommige gevallen bekrachtigend werken en het gedrag doen toenemen. Zo staan gevangenissen bekend als 'leerscholen der misdaad' en is de daar heersende machocultuur niet bevorderlijk voor berouwvolle daders. Ook kan een aantekening op een strafblad een dader belemmeren in het vinden van een baan, soms zelfs zodanig dat hij weer voor de misdaad kiest. Anderzijds kijkt men in de psychologie ook naar eventuele andere maatregelen, preventie vooraf en begeleiding achteraf. Deze maatregelen zijn echter niet meer als 'straf' te betitelen.
Juridisch wordt enkel gekeken naar de actie, het toedienen van een maatregel. Psychologisch wordt enkel gekeken naar het effect. De criminologie probeert een brug te slaan tussen het strafrecht en de psychologie en rekening te houden met het uiteindelijke effect van een straf.

### Straffen en maatregelen in het Nederlands strafrecht

#### Straffen in het Nederlandse strafrecht
Het Nederlandse Wetboek van Strafrecht noemt in artikel 9 lid 1 sub a vier hoofdstraffen:
- celstraf (vrijheidsstraf):
  - gevangenisstraf: bij misdrijven, in beginsel in een gevangenis
  - hechtenis: in het algemeen bij overtredingen, in een huis van bewaring
- geldboete
- taakstraf: deze kan bestaan uit een werkstraf, een leerstraf of een combinatie van beide (artikel 9 lid 2 Sr.)

Daarnaast noemt artikel 9 lid 1 sub b drie bijkomende straffen:
- ontzetting van bepaalde rechten
- verbeurdverklaring
- openbaarmaking van de rechterlijke uitspraak

In artikel 77h Sr staan de jeugdstraffen genoemd:
- jeugddetentie, taakstraf of geldboete in geval van misdrijf;
- taakstraf of geldboete in geval van overtreding.

De bijkomende straffen zijn:
- verbeurdverklaring;
- ontzegging van de bevoegdheid motorrijtuigen te besturen.

Straffen kunnen onvoorwaardelijk, maar ook voorwaardelijk worden opgelegd. Een onvoorwaardelijke straf wordt altijd ten uitvoer gelegd, tenzij er bijzondere redenen zijn om dit niet te doen. Er kan bijvoorbeeld gratie worden verleend. Een voorwaardelijk opgelegde straf wordt alleen uitgevoerd wanneer de veroordeelde binnen een gerechtelijk bepaalde proeftijd niet aan de voorwaarden voldoet. Dat kan een bijzondere voorwaarde zijn, maar ook een algemene voorwaarde, zoals na de veroordeling niet opnieuw een strafbaar feit begaan.
In de wet is de minimumhoogte bepaalt van de op te leggen gevangenisstraf, hechtenis, geldboete en ontzetting van bepaalde rechten. Bij de afzonderlijke delicten bepaalt de wet slechts een strafmaximum en geen strafminimum.
De rechter kan behalve een straf ook een maatregel opleggen. Het verschil tussen een straf en een maatregel is dat een maatregel ook opgelegd kan worden wanneer de persoon niet als schuldig is veroordeeld, maar wel een strafbaar feit heeft gepleegd (bijvoorbeeld doordat de persoon niet toerekeningsvatbaar was.)

#### Maatregelen in het Nederlandse strafrecht
Het Wetboek van Strafrecht noemt onder titel IIa een aantal maatregelen die al of niet in combinatie met straffen kunnen worden opgelegd. In artikel 77h staan de maatregelen opgesomd die aan een jeugdige kunnen worden opgelegd. De voorwaarden voor het opleggen van een maatregel verschillen per maatregel, een veroordeling is daar niet altijd voor nodig:
Onttrekking van voorwerpen aan het verkeer (art. 36b en c Sr)
De voorwerpen moeten van zodanige aard zijn dat het ongecontroleerde bezit ervan in strijd is met de wet. Geen veroordeling vereist.
Ontneming van wederrechtelijk verkregen voordeel (art. 36e Sr)
De veroordeelde is verplicht baten terug te betalen die verkregen zijn met de strafbare feiten waarvoor hij veroordeeld is. Daarnaast kan men voor soortgelijke feiten waarvan vermoed wordt dat hij ze begaan heeft een dergelijke betaling worden opgelegd. Veroordeling vereist. Eventueel kan dit onder lijfsdwang gebeuren. Zie ook Plukze-wetgeving.
Betaling schadevergoeding aan het slachtoffer (art. 36f Sr)
De veroordeelde wordt verplicht de staat een bedrag te betalen, dat vervolgens wordt uitgekeerd aan het slachtoffer. Opleggen van deze maatregel kan alleen wanneer er een veroordeling is.
Plaatsing in een psychiatrisch ziekenhuis (art. 37 Sr)
Kan bij ieder strafbaar feit worden opgelegd en uitsluitend indien het strafbaar feit wegens de gebrekkige ontwikkeling of ziekelijke stoornis van zijn geestvermogens de verdachte niet kan worden toegerekend.
Terbeschikkingstelling (TBS) (art. 37a e.v. Sr)
Kan slechts bij bepaalde in art. 37a genoemde strafbare feiten worden opgelegd en uitsluitend indien bij de verdachte tijdens het begaan van het feit een gebrekkige ontwikkeling of ziekelijke stoornis van de geestvermogens bestond.
Plaatsing in een inrichting voor stelselmatige daders (ISD) (art. 38m e.v. Sr)
Deze maatregel kan alleen worden opgelegd indien de verdachte veroordeeld wordt voor een feit waarbij voorlopige hechtenis toegestaan is en in de afgelopen vijf jaar minimaal drie keer onherroepelijk veroordeeld is en de veiligheid van personen of goederen het opleggen van de maatregel eist.
Vrijheidsbeperkende maatregel (art. 38v e.v. Sr)
Kan opgelegd worden ter beveiliging van de maatschappij of ter voorkoming van strafbare feiten en kan bestaan uit een gebiedsverbod, contactverbod, locatieverbod of meldingsplicht.
Plaatsing in een inrichting voor jeugdigen (PIJ) (art. 77s Sr)
Kan slechts bij specifieke in art. 77s genoemde strafbare feiten en omstandigheden worden opgelegd en uitsluitend indien bij de verdachte ten tijde van het begaan van het misdrijf een gebrekkige ontwikkeling of ziekelijke stoornis van de geestesvermogens bestond.
Maatregel betreffende het gedrag van de jeugdige (GBM) (art. 77w Sr)
kan slechts worden opgelegd indien de ernst van het begane misdrijf, de veelvuldigheid van de begane misdrijven of de voorafgegane veroordelingen wegens misdrijf hiertoe aanleiding geven en indien de maatregel in het belang van een zo gunstig mogelijke ontwikkeling van de verdachte is.

### Straf(maatregelen) in het Belgisch strafrecht

#### Straf
Een straf is een leed dat door de rechterlijke macht wordt opgelegd en uitgevoerd als sanctie voor een misdrijf. In geval van een geldboete is de straf ten voordele van de overheid.
Het Belgische Hof van Cassatie oordeelde dat leedtoevoeging het wezenskenmerk is van de straf.

#### Soorten straffen

##### Opdeling in de Strafwet
Criminele straf
Voor misdaden krijgt de dader een criminele vrijheidsstraf, de opsluiting. Dit kan levenslang of tijdelijk zijn (5-10, 10-15, 15-20, 20-30 jaar). Voor politieke misdrijven is er sprake van hechtenis, die al naargelang haar duur levenslang, buitengewoon (15-20 jaar) of gewoon (5-10 jaar) wordt genoemd.
Correctionele straf
In geval van een correctionele straf bestaat de keuze tussen een gevangenisstraf van 8 dagen tot 5 jaar, een werkstraf en een geldboete vanaf € 26,–.
Politiestraf
In geval van een politiestraf bestaat de keuze tussen een gevangenisstraf van 1 tot 7 dagen, een werkstraf en een geldboete van 2 tot 25 euro.

##### Hoofd- en bijkomende straffen
- Hoofdstraffen
  1. Vrijheidsstraffen (opsluiting en gevangenisstraf)
  2. Boete of geldboete
  3. Taakstraf
- Bijkomende straffen
  1. Geldboete
  2. De bijzondere verbeurdverklaring
  3. De afzetting
  4. De ontzetting
  5. De publicatie van vonnissen en straffen

### Lijfstraffen, schandstraffen en de doodstraf
Een lijfstraf is een vorm van leedtoediening waarbij een persoon, al dan niet in het openbaar, lichamelijk gepijnigd wordt, met het doel hem te bestraffen en zijn gedrag te veranderen. Geen enkel Europees land kent nog lijfstraffen in het strafrecht; Nederland schafte in 1870 de geseling af. Er bestaan echter landen die de lijfstraf nog wel als strafrechtelijke maatregel kennen; het gaat hier meestal om vormen van geseling zoals stok- of zweepslagen. In vroeger tijden werd ook vaak overgegaan tot het amputeren van lichaamsdelen of uitbranden van de ogen.
Een aan lijfstraffen verwante straf was de onterende of schandstraf: hierbij werd de veroordeelde als strafrechtelijke maatregel openbaar te schande gezet. Het publiek kom hem dan eventueel met rot voedsel bekogelen of over hem heen urineren of ontlasten. Dit kon overigens makkelijk ontaarden in mishandeling of steniging tot de dood erop volgde. Ook dit soort straf komt in de meeste Europese strafrechtsystemen niet meer voor, hoewel naming and shaming wel als een milde schandstraf kan worden gezien. Dit kan geschieden door de processen openbaar te maken, de daders met naam en toenaam te noemen, een en ander in de krant of op internet te publiceren, of hen een werkstraf in felgekleurde gevangenisuniformen te laten verrichten. Ook lijfstraffen en de doodstraf konden van onterende elementen vergezeld gaan, zoals de jodenstraf en het feit dat de terechtstellingen in het openbaar geschiedden. Verminkende straffen hadden in zichzelf al een onterend element, bij wie een hand miste kon men bijvoorbeeld direct zien dat deze persoon in het verleden voor diefstal bestraft was.
De doodstraf is een uitvoering van de zwaarst mogelijke, door een rechter opgelegde straf, inhoudende het ter dood brengen van de daartoe veroordeelde, waarbij de voltrekking is vastgelegd en onder controle wordt gehouden. Het kan worden gezien als de ultieme lijfstraf. Veel landen zijn eveneens overgegaan tot het schrappen van de doodstraf uit hun strafrechtstelsels, maar er bestaan ook nog veel landen die de doodstraf nog steeds kennen en uitvoeren.

## Bestuursrecht
Bestuursorganen kunnen eveneens administratieve strafmaatregelen opleggen. Deze zijn veelal gekoppeld aan de aard en ernst van de overtreding. Kenmerk van bestuursrechtelijke strafmaatregelen is hun 'mechanisch' karakter: de gedraging leidt automatisch tot een maatregel, of er nu wel of niet sprake was van verwijtbaarheid. Die maatregel wordt bovendien zonder rechterlijke uitspraak door het bestuursorgaan zelf opgelegd. Daarbij is de maatregel direct uitvoerbaar of opeisbaar en moet men zich, ook hangende een eventueel beroep bij de (bestuurs)rechter of een hoger orgaan, voegen naar de wil van het bestuursorgaan. Een voorbeeld is de oplegging van verkeersboetes volgens de Nederlandse Wet Mulder: wie zijn boete wil aanvechten moet die eerst betalen, waarna hij eventueel na een positieve uitspraak zijn geld terug kan krijgen.
Bestuurlijke boetes gelden in de zin van mensenrechtenverdragen eveneens als 'criminal charges', hetgeen betekent dat bestuursorganen bij het voornemen een dergelijke maatregel op te leggen dezelfde zorgvuldigheid in acht moeten nemen als justitie in een strafrechtelijk onderzoek. Dit heeft enigszins te maken met de lage drempel, en anderzijds met het feit dat het niet de bedoeling is dat overheden hun verdragsverplichtingen ontlopen door hun hele strafsysteem als bestuursrechtelijk te kwalificeren.
Bij zeer ernstige misstappen (bijvoorbeeld belastingfraude) kan het bestuursorgaan vaak ook aangifte doen, waarop justitie een strafvervolging begint. Wel geldt dan vaak het una via-beginsel: het orgaan moet indien zowel een bestuursrechtelijke als een strafrechtelijke procedure openstaat voor een van beide kiezen en mag later niet op die keuze terugkomen of het een tweede keer proberen via de andere procedure (ne bis in idem). Voorbeelden van bestuursrechtelijke straffen zijn:
- Bestuurlijke boete
- Intrekking van een vergunning
- Een gedwongen vervanging van het bestuur
- Publicatie van de uitspraak

## Tuchtrecht
Binnen het tuchtrecht worden maatregelen opgelegd binnen een bepaalde beroepsgroep wegens overtreding van de daarvoor geldende regels. Voorbeelden zijn advocaten, notarissen en artsen. De straffen worden opgelegd voor misstappen binnen de uitoefening van het beroep, zoals misbruik van bevoegdheid, nalatigheid, fraude. Voorbeelden van tuchtrechtelijke maatregelen zijn schorsing of intrekking van de beroepsvergunning of een berisping.

## Collectieve straffen
Soms wordt een straf niet enkel aan de dader opgelegd, maar bij uitbreiding aan een groep waartoe die behoort, zoals bij Sippenhaftung aan diens verwanten, hoewel het voor die derden eigenlijk los staat van hun eigen gedrag. Rechtspersonen kunnen bijvoorbeeld administratieve en strafrechtelijke sancties opgelegd worden; dit zal uiteraard indirect effect hebben op alle belanghebbenden. Ook kunnen organisaties ontbonden of tot criminele organisaties verklaard worden.

## Lijfstraffen
Een lijfstraf is een vorm van leedtoediening waarbij een persoon, al dan niet in het openbaar, lichamelijk gepijnigd wordt, met het doel hem te bestraffen en zijn gedrag te veranderen. Lijfstraffen kunnen strafrechtelijke maatregelen zijn. Hoewel ze in Europa en Amerika niet meer in het strafrecht voorkomen (afgezien van de doodstraf), zijn er nog steeds landen die gerechtelijke lijfstraffen zoals geseling toepassen. Een bijzondere vorm van de lijfstraf is de kinderlijfstraf, het pijnigen van een kind in het kader van een opvoedkundige maatregel. Naar de huidige pedagogische inzichten wordt dat veelal als mishandeling beschouwd, maar historisch en in diverse tradities was of is het nog regel. Ook in landen zonder gerechtelijke lijfstraffen, zoals de VS (volgens wetgeving van de deelstaten of op lager niveau), mogen ze soms nog worden toegepast op gezag van opvoeders, inz. thuis en/of op school.

## Opvoedkundige straffen

### Kinderstraffen
Kinderen worden tijdens de opvoeding veelal door hun opvoeders gestraft voor misstappen in een opvoedkundige context. De straf dient ter correctie van het gedrag en het doen inzien van het kind dat het gedrag verkeerd was, zodat het kind dezelfde misstap niet opnieuw begaat. Kinderstraffen worden het meest effectief geacht wanneer de straf direct op het vergrijp volgt.
Courante kinderstraffen zijn:
- Bestraffend toespreken ('preek');
- In de hoek staan of op het 'strafbankje' zitten. Een variant hierop die door de tv-nannies bekendheid heeft gekregen, is de 'time-out chair';
- (Tijdelijke) intrekking van zakgeld of een privilege;
- Vroeger of zonder eten naar bed;
- Naar de kamer sturen;
- Huisarrest;
- Het moeten opruimen van de gemaakte rommel;
- Excuses laten aanbieden.

Kinderlijfstraffen worden naar huidige pedagogische inzichten en diverse (vooral Westerse) wetgevingen vaak gezien als mishandeling. Voorbeelden van kinderlijfstraffen zijn billenkoek (waarbij men over de knie werd gelegd en met de vlakke hand of een hulpmiddel op de billen werd geslagen), de tik op de vingers (al dan niet met een voorwerp zoals een liniaal), of de mond spoelen met zeep als sanctie voor het bezigen van schuttingtaal. De grens met ernstige(r) vormen van mishandeling is vaag en een en ander kan al snel hierin uitmonden.

### School
Op scholen kunnen kinderen straf krijgen voor misstappen als spijbelen, verstoring van de les, drugsgebruik, agressie en/of vernieling. Er bestaan verschillende soorten maatregelen die getroffen kunnen worden:
- Ordemaatregelen;
- Begeleidende maatregelen;
- De bewarende maatregel (Preventieve schorsing);
- Tuchtmaatregelen.[4]

#### Soorten maatregelen
Er zijn maatregelen met en zonder tuchtprocedure. Maatregelen zonder tuchtprocedure betreffen de ordemaatregelen en de begeleidende maatregelen. Deze kan een school onmiddellijk geven.
Maatregelen met een tuchtprocedure houden in dat de school gaat onderzoeken of ze de leerling een strengere straf gaan geven.
Over alle maatregelen heen gelden enkele algemene regels en principes. Zo heeft een leerling steeds recht op onderwijs waarbij onderwijs moet helpen met het ontplooien van de persoonlijkheid, talenten en mogelijkheden van de leerling. Daarnaast moet de school de leerling steeds met respect behandelen en moet er bij elke beslissingen nagedacht worden over het belang van het kind/de jongere. Ook mag enkel de politie de spullen van de leerling doorzoeken, een leerkracht, directielid,... mag dit niet.
Wanneer er een straf wordt gegeven, dan gelden er twee principes: het proportionaliteits- en het subsidiariteitprincipe. Het eerste houdt in dat er geen zware straf mag gegeven worden voor een kleine fout (de straf moet in proportie zijn met de daad). Het subsidiariteitsprincipe houdt in dat als een kleine straf al kan helpen, er geen zwaardere straf mag gegeven worden. Dit is analoog aan het subsidiariteitsbeginsel in het (Belgisch) rechtssysteem.

##### Ordemaatregelen
Ordemaatregelen zijn straffen zonder tuchtprocedure. Scholen kunnen een ordemaatregel geven als een leerling de orde van de school of de les verstoort of als een leerling de regels niet respecteert. Hier kan het gaan om:

- Waarschuwing, verwittiging of nota;
- Gesprek, met of zonder ouders;
- Werkopdracht, extra opdracht;
- Schade betalen of herstellen als de leerling iets stukmaakte;
- Materiaal (bijvoorbeeld gsm) achterhouden;
- Nablijven of vroeger komen, straftaak of strafstudie;
- Tijdelijke verwijdering uit de lessen, niet mogen meedoen aan buitenschoolse activiteiten.

##### Begeleidende maatregelen
Begeleidende maatregelen zijn in se geen straffen. Het zijn maatregelen zonder tuchtprocedure die een school kan geven als een leerling regelmatig de orde verstoort of regelmatig de regels overtreedt. Daarnaast kan een school deze maatregelen geven als "gewone" straffen niet lijken te helpen. Begeleidende maatregelen hebben als doel de leerling te helpen bij het corrigeren van hun gedrag. Hier kan het gaan om het gebruik van een volgkaart, een begeleidings-, gedrags- of samenwerkingscontract, herstelgesprekken, een herstelgericht groepsoverleg of een time-out.

##### De bewarende maatregel (preventieve schorsing)
Een preventieve schorsing is geen straf maar een "bewarende maatregel" mét tuchtprocedure. Een leerling wordt hierbij onmiddellijk geschorst en mag voor een bepaalde periode niet naar school komen. Een school mag een leerling enkel preventief schorsen als er onmiddellijk gevaar dreigt voor de leerling zelf of iemand anders.
In het lager onderwijs mag een leerling maximaal vijf opeenvolgende schooldagen geschorst worden. Deze preventieve schorsing is een uitzonderlijke maatregel die een directeur (of diens afgevaardigde) kan hanteren om leefregels te handhaven en om te kunnen nagaan of een tuchtsanctie aangewezen is. Deze periode van vijf opeenvolgende schooldagen kan éénmalig verlengd worden. Deze verlenging kan enkel doorgevoerd worden indien het tuchtonderzoek door externe factoren niet kon voltooid worden in de eerste schorsingsperiode én mits verantwoording aan de ouders en/of voogd.
In het secundair onderwijs kan een leerling maximaal tien lesdagen (dus zonder de weekends) geschorst worden, in het deeltijds beroepsonderwijs ligt dit maximum op 14 opeenvolgende dagen (weekends inbegrepen). Ook hier kan deze periode éénmalig verlengd worden indien het tuchtonderzoek door externe factoren niet kon voltooid worden in de eerste schorsingsperiode.

##### Tuchtmaatregelen
Een tuchtmaatregel is een tijdelijke uitsluiting en houdt in dat de leerling een tijd de lessen niet mag volgen. Een school kan een leerling tijdelijk uitsluiten indien de leerling dingen doet die gevaarlijk zijn voor zichzelf en/of anderen of indien het gedrag van de leerling het onmogelijk maakt om de lessen te volgen. Deze maatregel kan enkel ingevoerd worden na een tuchtprocedure. In het secundair onderwijs betreft deze uitsluiting maximaal 15 opeenvolgende lesdagen, in het deeltijds beroepsonderwijs zijn dit maximaal 21 dagen, inclusief weekends. Afhankelijk van de beslissing van de directeur, moet de leerling deze periode nog steeds naar school komen of niet. Ouders kunnen de school om opvang vragen maar de school is niet verplicht dit te voorzien.
Een andere tuchtmaatregelen betreft de definitieve uitsluiting. Deze maatregelen kan enkel ingevoerd worden na een tuchtprocedure en wordt enkel nog in zeer uitzonderlijke gevallen gebruikt. De ouders en de leerling kunnen tegen deze beslissing nog in beroep gaan. Indien een school toch een leerling definitief uitsluit én de leerling nog niet heeft deelgenomen aan de eindexamens , dan is die school samen met het CLB verplicht een nieuwe school te zoeken voor de leerling. Hierbij moeten ze rekening houden met de studiekeuze, de afstand tot de school en het onderwijsnet.

#### Voorbeelden schoolstraffen
Op basisscholen legt de docent de straf meestal zelf op, maar op middelbare scholen wordt de leerling bij zwaardere misstappen meestal bij wijze van straf de klas uitgestuurd ('eruit sturen') en moet hij zich bij de directie (schoolhoofd, (con)rector, tuchtprefect) melden. Deze bepaalt vervolgens de straf, waarna het gebruikelijk kan zijn dat de leerling tijdens het lesuur niet meer terugkomt in de les. Schoolstraffen bestaan uit:

##### Een standje geven
Dit is een van de lichtste straffen. De leerling wordt, al dan niet in het bijzijn van de rest van de klas, of eventueel na de les, bestraffend toegesproken. Dit kan ook eventueel op de gang gebeuren, of door een directielid.

##### In de hoek staan of zitten
De leerling wordt uit de groep verwijderd en moet apart in de hoek staan of zitten. Weliswaar wordt de leerling uit de groep verwijderd, maar iedereen kan hem in de hoek zien, wat ook een 'naming and shaming' effect oplevert. Soms werd of wordt de leerling additioneel vernederd door hem een witpapieren puntmuts te laten dragen. Bepaalde varianten, zoals de leerling urenlang of op 1 been in de hoek laten staan, kunnen gezien worden als lijfstraf en kindermishandeling.

##### Op de gang
De leerling moet de klas verlaten en op de gang blijven tot de docent hem roept. Vaak zal de docent enkele minuten wachten zodat de leerling zijn zonden kan overdenken, waarna hij ook naar de gang gaat om met de leerling te praten. Na afloop van dit gesprek, waarin de leerling nogmaals duidelijk wordt gemaakt waarom hij naar de gang is gestuurd, mag de leerling terugkomen.

##### Het kolenhok
In de 19e eeuw werden kinderen op school weleens gestraft door ze een tijdje in het kolenhok op te sluiten.

##### Strafwerk
De leerling moest op school of in zijn eigen tijd voor straf schriftelijk werk maken. De meest bekende variant hiervan is het schijven van strafregels, waarbij de leerling zeer vaak achter elkaar een opgelegde zin moet schrijven, die vaak belooft de misstap niet (meer) te begaan. Hij moet bijvoorbeeld 50 keer de volgende zin opschrijven: "Ik mag andere kinderen niet slaan". De leraar kan er ook voor kiezen de leerling een stuk uit het leerboek te laten overschrijven, of extra opgaven te laten maken. Het strafwerk kan ook een educatief karakter hebben; bijvoorbeeld een leerling een opstel laten schrijven over de redenen waarom zijn gedrag onacceptabel is.

##### De plak
De plak was een ouderwetse kinderlijfstraf. Het was een houten plak waarmee de docent de boosdoeners voor straf een tik op de handen gaf.

##### De pechvogel
Bij deze ouderwetse straf gooide de docent een vilten vogel de klas in. De boosdoener moest de vogel oprapen en terugbrengen, waarbij hij bij het presenteren van het vilten dier een klap met de plak op zijn handen kreeg.

##### Nablijven
De leerling moet na schooltijd (in sommige landen zelfs op zaterdag) op school blijven. Vaak wordt hij beziggehouden met strafwerk of klusjes zoals meehelpen met schoonmaken.

##### Apart zetten
De leerling wordt apart gezet (bijvoorbeeld voor in de klas). Dit kan zowel als straf (de leerling mag niet meer naast zijn vrienden zitten) of als maatregel (de leerling kan meer van de les volgen) bedoeld zijn. Dit kan voor een enkele les, meerdere lessen, of de rest van het jaar gelden.

##### Intrekking van een privilege
Een bepaald privilege wordt tijdelijk of permanent ingetrokken. Dit kan te maken hebben met misbruik van voorgenoemd privilege. Zo kan iemand (tijdelijk) worden uitgesloten van naschoolse activiteiten zoals toneel na zich daarbij te hebben misdragen.

##### Een 1 als cijfer
De klassieke straf voor frauderen met een proefwerk (bijvoorbeeld door spieken) is het toekennen van de minimumscore voor dat proefwerk. Bij fraude met tentamens en examens kunnen zwaardere straffen worden opgelegd zoals een of meerdere tentamens ongeldig verklaren of de leerling uitsluiten van het examen.

##### Niet aan een activiteit mogen deelnemen
De leerling wordt uitgesloten van een bepaalde activiteit, bijvoorbeeld de werkweek. Dit geldt, met name bij niet mogen deelnemen aan een werkweek, als een vrij zware straf.

##### Schorsing
De leerling is gedurende een bepaalde tijd niet welkom op school of bij klassikale activiteiten. Dit geldt als een behoorlijk zware straf. De ouders worden in principe ook verwittigd. Meestal betreft dit buitengewoon wangedrag zoals ernstige insubordinatie of brutaliteit, gewelddadige incidenten met andere leerlingen, ernstige sjoemelpraktijken met proefwerken, etc.

##### Verwijdering
Een van de zwaarste schoolstraffen is permanente verwijdering van de school. Het kind is dan (meestal met onmiddellijk effect) in het geheel niet meer welkom en moet een andere school zoeken. Dit is nog zo makkelijk niet, want scholen staan niet te springen om leerlingen die verwijderd zijn. Vaak gaat het hier om ernstig wangedrag zoals vandalisme, diefstal of (ernstige) mishandeling. Eventueel kan dit gepaard gaan met aangifte bij de politie. De verwijdering geldt in principe als bestuursrechtelijk besluit met eventuele bezwaar- en beroepsmogelijkheden voor (de ouders namens) het kind, maar hangende de uitspraak is de verwijdering geldig en is het kind meestal niet welkom op school.

##### Inschakeling van de leerplichtambtenaar
Bij langdurig of herhaaldelijk spijbelen kan de leerplichtambtenaar worden ingeschakeld, die een geldboete kan opleggen.

## Werk
Werkgevers kunnen eveneens strafmaatregelen opleggen aan hun werknemers. Vaak is dit in een interne procedure vastgelegd, en is dit ook nodig aangezien werknemers hun straffen kunnen aanvechten tot de rechter toe, en rechters vaak korte metten maken met opgelegde maatregelen wanneer er geen procedure was die de werknemer had kunnen naslaan. Nieuwe werknemers ontvangen dan ook vaak een kopie van de gedragsregels en worden verplicht binnen een bepaalde tijd een verklaring te ondertekenen dat ze de regels gelezen en begrepen hebben. Strafmaatregelen kunnen bestaan uit:
- Een verplichte training, hoewel dit meer een preventief dan een punitief oogmerk heeft, voor kleine eenmalige misstappen;
- Een officiële (verbale of schriftelijke) waarschuwing voor lichtere vergrijpen als te laat komen, herhaaldelijk interne procedures niet naleven, misbruik van internet of e-mail of insubordinatie;
- Korting op de eindejaarsbonus;
- Onbetaald verlof / schorsing voor recidive na een waarschuwing of zwaardere vergrijpen, bijvoorbeeld opzettelijk een interne procedure overtreden;
- Demotie / degradatie;
- Ontslag (op staande voet) voor ernstige vergrijpen als werkweigering, agressie, sabotage, dronkenschap of drugsgebruik;
- Civiele aansprakelijkheidsstelling (eventueel schadevergoeding) wanneer de werknemer schade heeft geleden, of inroeping van een boetebeding uit de arbeidsovereenkomst bij vergrijpen als schending van vertrouwelijkheid, bedrijfsspionage of sabotage;

De werkgever kan er in het uiterste geval eveneens voor kiezen aangifte te doen bij justitie, bijvoorbeeld bij verduistering of fraude.

## Sport en spel
Het woord straf wordt ook gebruikt in een sportieve of andere spelcompetitie, wanneer iets de kansen of rangschikking van een speler schaadt. Dat kan op diverse manieren, eigen aan elke discipline.
- Soms worden zogenaamde strafpunten van de score afgetrokken; of straftijd bijgeteld: dat kan overigens allebei ook zonder dat er van een overtreding sprake moet zijn. Zo kan men bij bridge een strafdoublet geven, in de hoop dat de tegenstanders down gaan en extra veel strafpunten moeten noteren.
- Een variant is het aanrekenen van straftijd, die wordt bijgeteld.
- Bij voetbal kan een strafschop worden toegekend bij een overtreding, wat enkel kans biedt aan de tegenstander om een bonus te behalen (weliswaar een grote), geen garantie. Dezelfde procedure kan worden toegepast om bij gelijkspel een beslissing te forceren. Ook dan spreekt met van strafschoppen, hoewel er geen overtreding is begaan. Vergelijkbaar is de vrije worp in basketbal en de strafbal en afgeschafte strafbully in het hocky.
- Ongewenst gedrag van spelers (schelden, fysiek gedrag, gevaarlijk gedrag) kan worden bestraft met een waarschuwing (gele kaart) of verwijdering (rode kaart).
- Professionele sportorganisaties kunnen spelers en clubs op een soortgelijke wijze bestraffen als in het tuchtrecht (boete, spelverbod, berisping). Clubs kunnen ook bestraft worden voor het gedrag van hun aanhang (bijvoorbeeld geweld, racistische spreekkoren, etc.).
- Clubs kunnen eventueel ook sancties opleggen en in het uiterste geval leden royeren.

## Studentenverenigingen
Studentenverenigingen kennen vaak een intern reglement. Dit omdat gedragsregels binnen de vereniging, en eventueel voor tijdens de ontgroening. Vaak bestaat er een intern gerechtelijk college dat straffen kan opleggen, waartegen soms bij het bestuur in beroep kan worden gegaan. Voorbeelden zijn:
- Het opleggen van een boete voor het niet verrichten van verenigingstaken (corvee), vechten binnen de sociëteitsmuren, of misdragingen tijdens de ontgroening. Dit kan ook collectief aan een huis, commissie, dispuut of jaarclub worden opgelegd bij collectief wangedrag.
- Schorsing voor zwaardere misstappen.
- Schorsing of intrekking van de erkenning van een huis, commissie, dispuut of jaarclub in geval van collectief wangedrag.
- In het uiterste geval het royeren van het lid.

In het kader van de maatschappelijke discussie over ontgroeningen wordt vaak gesteld dat interne rechtspraak bij verenigingen slechts dient om incidenten in de doofpot te houden; leden wordt geheimhouding bezworen en op deze manier wordt voorkomen dat buitenstaanders zich met de vereniging bemoeien. Ook is de bestreffing van incidenten bij huizen, disputen, commissies of jaarclubs problematisch, omdat ze buiten het verenigingspand plaatsvinden.